# Tristramella sacra
Tristramella sacra е изчезнал вид лъчеперка от семейство Цихлиди (Cichlidae).

## Разпространение
Видът е бил ендемичен за Галилейското езеро в Израел.